# Mérial
Mérial – miejscowość i gmina we Francji, w regionie Oksytania, w departamencie Aude.
Według danych na rok 1990 gminę zamieszkiwało 26 osób, a gęstość zaludnienia wynosiła 2 osoby/km² (wśród 1545 gmin Langwedocji-Roussillon Mérial plasuje się na 874. miejscu pod względem liczby ludności, natomiast pod względem powierzchni na miejscu 604.).